# Copersucar
Copersucar je brazilská firma zaměřená na zpracování cukrové třtiny. Sídlí v São Paulu, má 34 poboček a více než 11 000 zaměstnanců. Kontroluje také největšího výrobce biopaliv v USA Eco-Energy Holdings.
Vznikla v roce 1959 jako družstvo pod názvem Cooperativa de Açucar e Álcool, jehož zkrácením vznikl Copersucar. Je největším světovým producentem etanolu a cukru. V sezóně 2019-20 firma prodala 14,2 miliardy litrů etanolu a 3,7 milionu tun cukru, její tržby činily 30 miliard realů a dosáhla čistého zisku 136 milionů realů.
K exportu využívá terminál v santoském přístavu. V roce 2005 Copersucar své maloobchodní značky prodal společnosti Grupo NovAmérica. V roce 2014 se Copersucar spojil s Cargillem a vznikla společnost Alvean Sugar SL.
Firma byla v sedmdesátých letech hlavním sponzorem stáje F1 Fittipaldi Automotive.